# Majlis

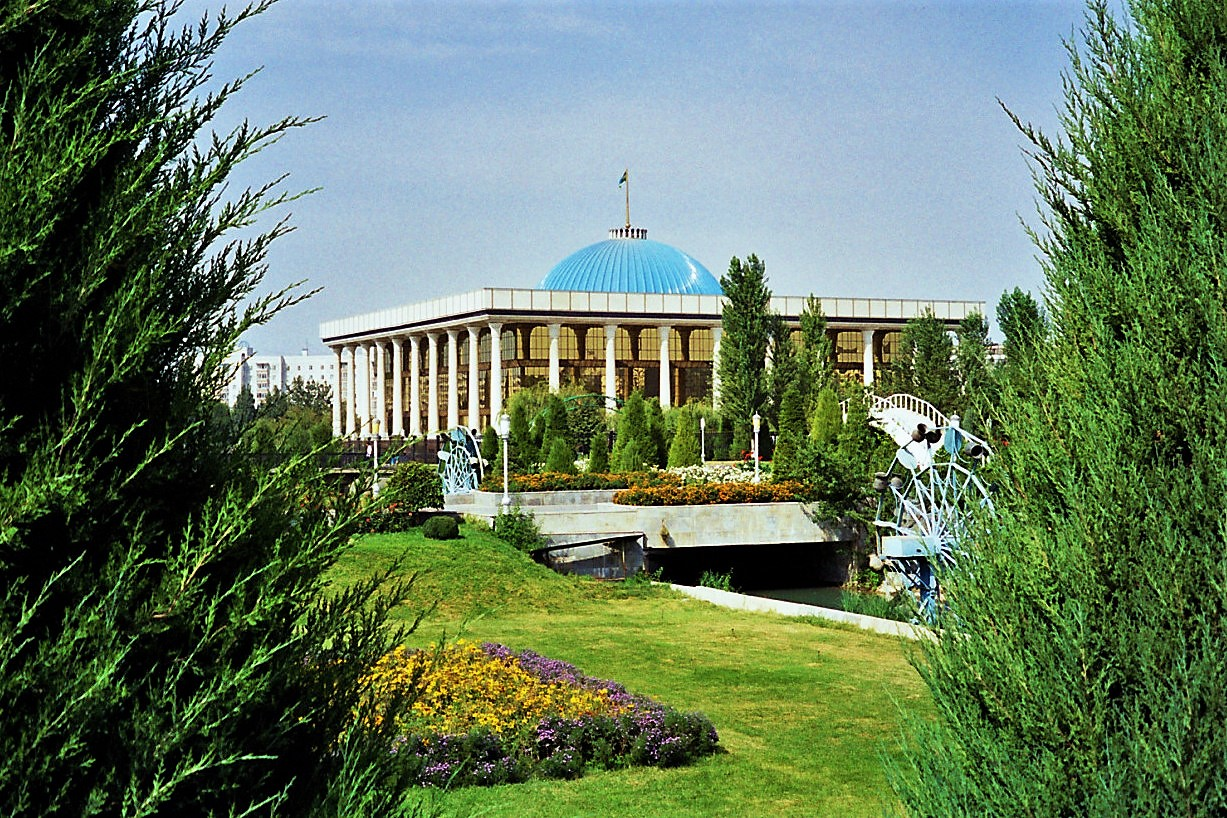
De Majlis van Oezbekistan

Majlis (of Mejlis of Maglis of andere spellingsvarianten) is een Arabische term die wordt gebruikt om verschillende typen officiële (wetgevende) raden aan te geven. Vooral in de Arabische landen (en enkele andere landen, zoals in Centraal-Azië) wordt de term gebruikt.
Een majlis komt het meest overeen met ons woord parlement, maar de meeste majlis vormen niet de hoogste macht in hun landen. Het zijn veelal raadgevende organen, terwijl de werkelijke macht bij een vorst, president of regeringsleider ligt. 
Door Sjiieten wordt de term Majlis ook gebezigd voor de religieuze bijeenkomsten die plaatsvinden na de jaarlijkse Jouloos-processies ter herdenking van het martelaarschap van imam Hussein.
Enkele voorbeelden:
- Milli Məclis (Azerbeidzjan)
- Majlis (Bahrein)
- Majlis (Iran)
- Majilis (Kazachstan)
- Majlis-al-Oemma (Koeweit)
- Majlis (Malediven)
- Oliy Majlis (Oezbekistan)
- Majlis (Oman)
- Majlis (Saoedi-Arabië)
- Millet Meclisi (Turkije)
- Majlis (Turkmenistan)
- Majlis (Verenigde Arabische Emiraten)